# STS-51-I
STS-51-Iは、アメリカ航空宇宙局のスペースシャトルの20回目のミッションであり、ディスカバリーの6回目の飛行である。
ミッションでは、3つの通信衛星が軌道に投入された。1985年8月27日にケネディ宇宙センターから打ち上げられ、7日後にエドワーズ空軍基地に着陸した。

## 乗組員
- 船長 - ジョー・エングル (5)[1]
- 操縦手 - リチャード・コヴィー (1)
- ミッションスペシャリスト - ジェームズ・ファン・ホーフェン (2)
- ミッションスペシャリスト - ジョン・M・ラウンジ (1)
- ミッションスペシャリスト - ウィリアム・フレデリック・フィッシャー（英語版） (1)

## ミッションパラメータ
- 質量:
  - 打上げ時:118,981 kg
  - 着陸時:89,210 kg
  - ペイロード:29,772 kg
- 近点:350 km
- 遠点:465 km
- 軌道傾斜角:28.5°
- 軌道周期:92分

### 船外活動
- 1度目
  - 開始:1985年8月31日
  - 終了:1985年8月31日
  - 時間:7時間20分
- 2度目
  - 開始:1985年9月1日
  - 終了:1985年9月1日
  - 時間:4時間26分

## ミッションハイライト
ディスカバリーは1985年8月27日6時58分(EDT)に打ち上げられた。これに先立つ8月24日と8月25日の2度の打上げの試みは、前者は悪天候のため、後者はバックアップの軌道コンピュータの不具合による交換のために延期された。8月27日は、嵐が近づいていたものの打上げは成功した。
STS-51-Iの5人の乗組員は、船長のジョー・イーグル、操縦手のリチャード・コヴィー、ミッションスペシャリストのジェームズ・ファン・ホフテン、ジョン・ラウンジ、ウィリアム・フレデリック・フィッシャーであった。第一の目的は、3つの商業通信衛星の展開と、1985年4月にSTS-51-Dのミッションで展開されたシンコムIV-3衛星の回収と修理であった。さらに、ディスカバリーのミッドデッキでは、材料処理実験Physical Vapor Transport Organic Solid Experiment (PVTOS)が行われた。
3つの通信衛星は、オーストラリアのオーサット1号、アメリカ合衆国の衛星企業のASC1号、ヒューズ・エアクラフトが建設し、アメリカ国防総省に貸与したシンコムIV-4である。オーサット１号とASC1号は打上げ初日の8月27日、シンコムIV-4はその2日後に展開された。3機とも計画通りの対地同期軌道に入り、運用された。
ミッション5日目、フィッシャーとファン・ホフテンはシンコムIV-3の故障の修理を開始した。シャトル・リモート・マニピュレータ・システムの関節部の不調で修理は遅れ、フィッシャーとファン・ホフテンの2度目の船外活動で、衛星のコントロールレバーが修理され、地上からのコマンドで再起動されて元の対地同期軌道に戻された。2度の船外活動は、合計11時間27分に及んだ。
ディスカバリーは、1985年9月3日6時16分(PDT)にエドワーズ空軍基地の第23滑走路に着陸した。7日2時間18分42秒の飛行時間で地球を111周した。

## 起床コール
NASAは、ジェミニ計画の時から伝統的に宇宙飛行士のために音楽を流し始め、アポロ15号の時に乗組員を起こすために初めて音楽を用いた。それぞれの曲は、しばしば宇宙飛行士の家族が、しばしばそれぞれの乗組員にとって特別な意味のある曲か日々の活動に適した曲を選んだものである。
| 日    | 曲                     | 歌手/作曲家            |
| ----- | ---------------------- | ---------------------- |
| 2日目 | "ワルチング・マチルダ" |                        |
| 3日目 | "虹の彼方に"           | ジュディ・ガーランド   |
| 4日目 | "I Saw the Light"      | ウィリー・ネルソン     |
| 5日目 | "I Get Around"         | ザ・ビーチ・ボーイズ   |
| 6日目 | "Lucky Old Sun"        | ウィリー・ネルソン     |
| 7日目 | "Stormy Weather"       | ウィリー・ネルソン     |
| 8日目 | "Living in the USA"    | リンダ・ロンシュタット |

## ギャラリー

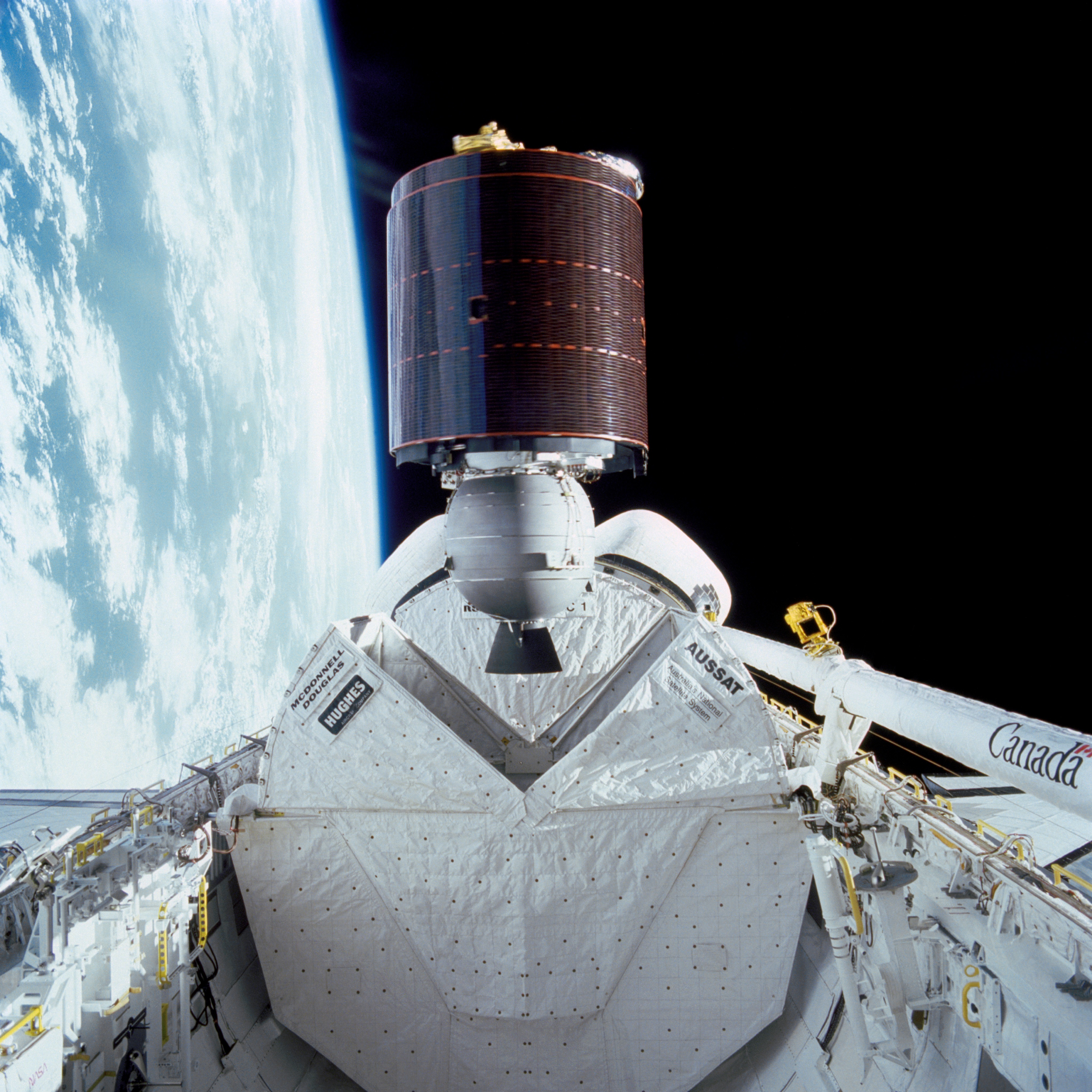
オーサット1号の展開
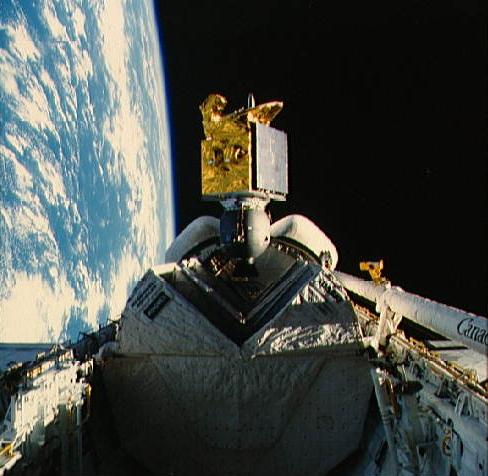
ASC1号の展開
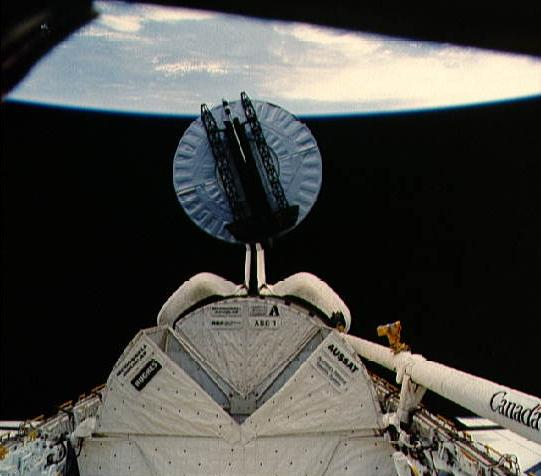
シンコムIV-4の展開
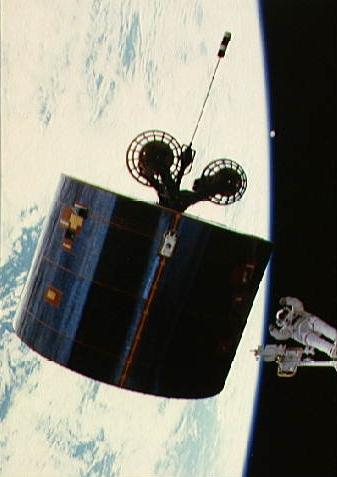
シンコムIV-3を修理するファン・ホフテン